# Vyskytná
Vyskytná är en ort i Tjeckien.   Den ligger i regionen Vysočina, i den centrala delen av landet, 100 km sydost om huvudstaden Prag. Vyskytná ligger 628 meter över havet och antalet invånare är 646.
Terrängen runt Vyskytná är lite kuperad. Runt Vyskytná är det ganska tätbefolkat, med 54 invånare per kvadratkilometer. Närmaste större samhälle är Jihlava, 16,7 km öster om Vyskytná. I omgivningarna runt Vyskytná växer i huvudsak blandskog.